# Gladiatrix
Pour plus de détails, voir Fiche technique et Distribution.
Gladiatrix (littéralement : Gladiatrice, en russe : Гладиатрикс, en anglais : The Arena) est un film érotique sorti en 2001, réalisé par Timur Bekmambetov.

## Synopsis
Aux frontières de l'Empire romain, le gouverneur Timarcus se venge de son exil en organisant des jeux de cirque comme à Rome : le spectacle des gladiateurs qui combattent jusqu'à la mort. Pour pimenter la chose, il fait combattre aussi des femmes : la gauloise Bodicia, l'esclave exotique Jessemina et le barbare Flavien s'affrontent. 

## Fiche technique
- Titre : Gladiatrix[1] ou The Arena
- Titre original en russe : Гладиатрикс
- Genre : péplum, érotique
- Réalisation : Timur Bekmambetov
- Scénario : John William Corrington
- Musique : Pavel Karmanov, Peter Orloff
- Production : A Jula Films, Kino Alians
- Pays de production :  Russie,  États-Unis
- Durée : 96 minutes
- Année de sortie : 2001
- Date de sortie en Russie : 16 novembre 2001[1]

## Distribution
- Karen McDougal : Jessemina
- Lisa Dergan (en) : Bodicia
- Olga Soutoulova : Livia
- Julia Chicherina (ru) : Diedra
- Viktor Verjbitski : Timarcus
- Severina Kamugish Kemirimbe : Lucinia
- Anatoliy Mambetov : Septimus
- Alexeï Osipov (ru) : Flavius
- Kirill Ulyanov : Priscium
- Gabriel Vorobyov (ru) : Aemelius
- Leonid Maximov : Claudius
- Natalia Surkova (ru) : Cornelia
- Alexeï Dedov (ru) : Wolfstan
- Igor Botvine (ru) : Quintus
- Ernst Romanov (ru) : César
- Boris Birman (ru) : Maximus

## Remake
Il s'agit d'un remake de La Révolte des gladiatrices (The Arena, 1974). 